# Sennheiser

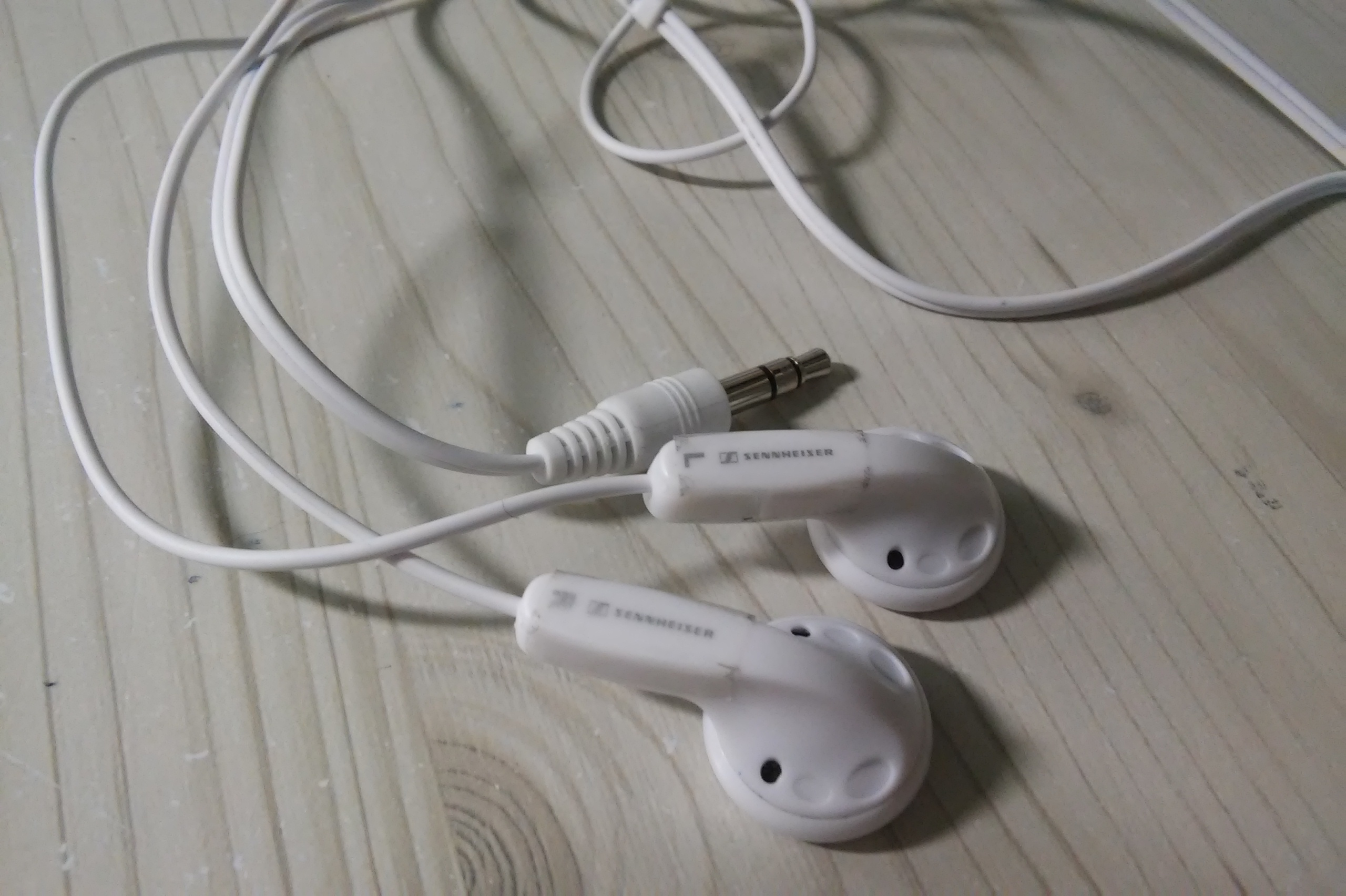
Sennheiser fülhallgató MX400ii

A Labor W logója

A Sennheiser electronic GmbH & Co. KG (röviden Sennheiser) egy audiotermékeket forgalmazó német cég. A termékpalettájuk főként fejhallgatókból, mikrofonokból és headsetekből áll.

## Történet
A Sennheiser céget Fritz Sennheiser alapította Wedemarkban, 1945. június 1-jén Laboratorium Wennebostel néven. Kezdetben még feszültségmérőket gyártott, később elkezdett mikrofonokkal is foglalkozni. A céget átnevezték 1958-ban a Sennheiser electronic névre. 1968-ban bemutatta be az első nyitott fülhallgatót.